# UNDOF
La Forza di disimpegno degli osservatori delle Nazioni Unite (in inglese United Nations Disengagement Observer Force, in acronimo UNDOF) è una missione dell'Organizzazione delle Nazioni Unite per il mantenimento della pace tra Israele e Siria dopo la fine della guerra del Kippur.
La missione è stata istituita attraverso la risoluzione 350 del Consiglio di sicurezza del 31 maggio 1974, approvata in concomitanza con l'accordo sul disimpegno tra Israele e Siria, venendo rinnovata ogni sei mesi per verificare l'effettivo disimpegno delle forze militari siriane e israeliane.
A capo della missione vi è il tenente generale Nirmal Kumar Thapa dell'Esercito nepalese, in carica dal 15 settembre 2022.
Il quartier generale è Camp Faouar, situato in territorio siriano mentre il contingente è composto da 1138 militari. Le nazioni che hanno contribuito al contingente militare sono: Australia, Argentina, Bhutan, Corea del Sud, Figi, Ghana, India, Irlanda, Kazakistan, Nepal, Repubblica Ceca, Uruguay e Zambia.
Nel 2023 il governo irlandese ha annunciato l'intenzione di ritirarsi dalla missione.
Dopo la caduta del regime di Assad nel dicembre 2024, Israele ha invaso la zona cuscinetto.

## Zona UNDOF
La zona UNDOF è lunga circa 80 km e larga tra 0,5 e 10 km, forma un'area di circa 235 km². La zona si estende a cavallo della Linea Viola, che separa la parte occupata da Israele delle alture del Golan dal resto della Siria, dove la linea occidentale è nota come "Alpha" e quella orientale come "Bravo". La zona confina anche con la Linea Blu del Libano a nord e per meno di 1 km con la Giordania a sud.
Operativamente, la Linea Alfa è stata tracciata a ovest, in modo che non potesse essere attraversata dalle forze israeliane, e la Linea Bravo a est, in modo che non potesse essere attraversata dalle forze siriane. Tra queste linee si trova l'Area di Separazione, che è una zona cuscinetto. Si estende per 25 km da entrambi i lati l'Area di Limitazione, dove l'UNDOF e gli osservatori del Gruppo di Osservatori del Golan  supervisionano il numero di truppe e armi siriane e israeliane. All'interno dell'area di separazione, l'UNDOF opera con posti di blocco e pattugliamenti. In precedenza, due battaglioni  operavano in quest'area: uno nella parte settentrionale dal massiccio del Monte Hermon al Governatorato di Quneitra, e un altro a sud fino al confine con la Giordania.
Secondo l'ex Capo di Stato Maggiore, Colonnello Andreas Stupka, "tra Israele e Siria non esiste un valico di frontiera ufficiale, ma per le Nazioni Unite esiste un valico vicino a Quneitra, chiamato "The A-Gate". Sebbene i battaglioni e il quartier generale operino sul lato siriano", a volte alcuni quartier generali di battaglione, così come una posizione di posto di blocco sono stati ubicati sul lato israeliano, intorno a Camp Ziouani. Dal 2020, il Battaglione delle Fiji è di stanza a Camp Ziouani, mentre una compagnia irlandese costituisce la riserva della forza, di stanza a Camp Faouar sul lato siriano. Una compagnia meccanizzata uruguaiana è stata inoltre assegnata al settore meridionale.
L'UNDOF è dispiegata all'interno e in prossimità della zona con due campi base, 44 posizioni presidiate in modo permanente e 11 posti di osservazione. Il quartier generale operativo si trova a Camp Faouar e un ufficio è presente a Damasco. Il battaglione uruguaiano è dispiegato a sud con il suo campo base a Camp Ziouani; le unità logistiche indiane e giapponesi svolgono compiti di trasporto generale di seconda linea, controllo e gestione dei beni ricevuti dalla Forza e manutenzione dell'equipaggiamento pesante.